# Iwan Czeparinow
Iwan Czeparinow, bułg. Иван Чепаринов (ur. 26 listopada 1986 w Asenowgradzie) – bułgarski szachista, arcymistrz od 2004 roku.

## Kariera szachowa
W szachy gra od piątego roku życia. W 2000 roku zdobył tytuł mistrza Bułgarii juniorów oraz zajął III miejsce w jednym z otwartych turniejów festiwalu Corus w Wijk aan Zee, m.in. pokonując arcymistrzów Borislava Ivkova i Alfonso Romero Holmesa. Na przełomie 2000 i 2001 roku uzyskał ponad 200 punktowy przyrost na liście rankingowej FIDE (z 2189 na 2411), co potwierdziło opinię, iż jest jednym z najbardziej utalentowanych bułgarskich szachistów. W 2002 podzielił II miejsce (z m.in. Robertem Kempińskim) w turnieju open w Linares oraz triumfował w Mondariz. W 2003 podzielił I lokatę w kołowym turnieju w Pančevie oraz ponownie zwyciężył (wraz z Mihai Șubą) w Mondariz. W bardzo udanym dla niego 2004 roku zdobył w Sofii złoty medal mistrzostw Bułgarii oraz triumfował w turniejach rozegranych w Ferrol, Ortigueira, Mancha Real, Collado Villalba oraz Elgoibar. W kolejnym roku zwyciężył w turnieju open w Linares oraz po raz drugi stanął na najwyższym podium mistrzostw swojego kraju, rozegranych w Plewen. Wystąpił również w Pucharze Świata w Chanty-Mansyjsku, awansując do III rundy (po zwycięstwach nad Aleksiejem Fiodorowem i Wasilijem Iwanczukiem), w której uległ po dogrywce Magnusowi Carlsenowi. Na przełomie 2005 i 2006 roku osiągnął duży sukces, dzieląc II miejsce (za Rusłanem Ponomariowem, a wraz z Pentalą Harikrishna) w silnie obsadzonym turnieju w Pampelunie. W tym samym roku podzielił I m. w otwartym turnieju w Hoogeveen, natomiast w 2007 - w Morelii. Również w 2007 roku zwyciężył w turnieju Sigeman & Co w Malmö, zajął II m. (za Siergiejem Karjakinem) w Amsterdame oraz awansował do ćwierćfinału Pucharu Świata w Chanty-Mansyjsk (uległ w nim Magnusowi Carlsenowi). W 2012 podzielił I m. (wspólnie z Ivanem Sokolovem i Jonny Hectorem) w turnieju Politiken Cup w Kopenhadze, zwyciężył w Burgasie oraz po raz trzeci w karierze zdobył tytuł indywidualnego mistrza Bułgarii. W 2014 zajął I m. w Albenie.
Wielokrotnie reprezentował Bułgarię w turniejach drużynowych, m.in.:
- siedmiokrotnie na olimpiadach szachowych (w latach 2002, 2004, 2006, 2008, 2010, 2012, 2014)[6],
- sześciokrotnie na drużynowych mistrzostwach Europy (w latach 2001, 2003, 2005, 2007, 2009, 2011)[7].

Jest stałym współpracownikiem Weselina Topałowa, będąc w sztabie byłego mistrza świata odpowiedzialnym jest za komputerowe analizy. Drugą pasją Czeparinowa, poza komputerami, jest piłka nożna.
Najwyższy ranking w karierze osiągnął 1 stycznia 2008, z wynikiem 2713 punktów zajmował wówczas 19. miejsce na światowej liście FIDE.